# Топкий (приток Уя)
Топкий — река в России, протекает по Пластовскому и Троицкому районам Челябинской области. Устье реки находится в 307 км по левому берегу реки Уй у п. Стрелецк. Длина реки составляет 10 км.

## Данные водного реестра
По данным государственного водного реестра России относится к Иртышскому бассейновому округу, водохозяйственный участок реки — Тобол от истока до впадения реки Уй, без реки Увелька, речной подбассейн реки — Тобол. Речной бассейн реки — Иртыш.

## Населённые пункты
- п. Стрелецк